# Foyone
Foyone, pseudonimo di Pedro Navarro Utrera (Malaga, 29 gennaio 1991), è un rapper spagnolo.

## Biografia
Inizialmente attivo nel campo del graffitismo, Foyone decide di abbandonare tale arte per dedicarsi alla musica, cominciando la serie di freestyle #RapSinCorte. Il suo primo album, Mi zoológico, viene pubblicato nel 2011, seguito nel 2013 da Dólares mentales, guadagnando notorietà nella scena hip hop spagnola.
Il 15 dicembre 2014 è la volta del terzo album El Mesías, accompagnato da diversi video musicali. Nel 2015 esce invece La jaula de oro, che ottiene successo anche oltreoceano, in paesi come il Messico. Nel 2016 è protagonista di un tour nazionale con date a Siviglia, Vitoria, Valencia, Saragozza, Malaga, Granada, Madrid e Barcellona.
Il suo quinto album, dal titolo Rico sin denuncia, viene reso disponibile il 17 ottobre 2017, e vede la partecipazione di artisti come Kase.O, Akapellah e il duo Ayax y Prok. Nel 2020 pubblica il sesto album Presidente, mentre nel novembre 2021, per il 50º episodio della serie #RapSinCorte, coinvolge diversi esponenti del panorama hip hop spagnolo come Recycled J, Sofía Gabanna, ToteKing, Dollar Selmouni, Easy-S, Elio Toffana, Fernandocosta, Kase.O, Las Ninyas del Corro, Moneo, Ptazeta e Bejo.
Il suo settimo album, Demoni, esce il 2 aprile 2024 per Taste the Floor Records.

## Discografia

### Album in studio
- 2011 – Mi zoológico
- 2013 – Dólares mentales
- 2014 – El Mesías
- 2015 – La jaula de oro
- 2017 – Rico sin denuncia
- 2020 – Presidente
- 2024 – Demoni

### Compilation
- 2021 – RapSinCorte

### EP
- 2014 – El patio
- 2016 – Creepy from the Hood (con Merkules)
- 2018 – Reserva 016
- 2018 – Lacura
- 2021 – Yo no soy europeo
- 2022 – Dios bendiga este EP